# Wāris Alīganj
Wāris Alīganj är en ort i Indien.   Den ligger i distriktet Nawāda och delstaten Bihar, i den östra delen av landet, 900 km öster om huvudstaden New Delhi. Wāris Alīganj ligger 78 meter över havet och antalet invånare är 35 243.
Terrängen runt Wāris Alīganj är mycket platt. Runt Wāris Alīganj är det mycket tätbefolkat, med 1 177 invånare per kvadratkilometer. Närmaste större samhälle är Nawada, 17,5 km sydväst om Wāris Alīganj. Trakten runt Wāris Alīganj består till största delen av jordbruksmark.